# Józef Adamowicz Syruć
Józef Adamowicz Syruć (Siruć) herbu Doliwa (zm. 23 września 1651 roku) – podstarości żmudzki w latach 1634–1643 i 1645–1646, wojski żmudzki w latach 1631–1651, sędzia grodzki żmudzki w latach 1628–1634.
Poseł na sejm 1639 roku. Poseł na sejm 1649/1650 roku.
W 1648 roku podpisał elekcję Jana II Kazimierza Wazy z Księstwa Żmudzkiego.